# Керос (Пермский край)
Керос (Керосс) — посёлок в Гайнском районе Пермского края. Входит в состав Усть-Черновского сельского поселения. Располагается северо-западнее районного центра, посёлка Гайны, на левом берегу реки Весляны. Расстояние до районного центра составляет 175 км. По данным Всероссийской переписи населения 2010 года, в посёлке проживало 568 человек (272 мужчины и 296 женщин).

## История
По данным на 1 июля 1963 года, в посёлке проживало 1122 человека. Населённый пункт входил в состав Керосского сельсовета.